# Suntak
Suntak är kyrkbyn i Suntaks socken i Tidaholms kommun i Västergötland. Här ligger Suntaks kyrka och Suntaks gamla kyrka.
Namnet skrevs 1225 Suntagi. Förleden kan innehålla mansnamnet Sunte, alternativt sund, 'smal sankmark'. Efterleden innehåller teg.